# ELK3
ELK3 (англ. ELK3, ETS transcription factor) – білок, який кодується однойменним геном, розташованим у людей на короткому плечі 12-ї хромосоми. Довжина поліпептидного ланцюга білка становить 407 амінокислот, а молекулярна маса — 44 240.
| 10         |  | 20         |  | 30         |  | 40         |  | 50         |
| ---------- |  | ---------- |  | ---------- |  | ---------- |  | ---------- |
| MESAITLWQF |  | LLQLLLDQKH |  | EHLICWTSND |  | GEFKLLKAEE |  | VAKLWGLRKN |
| KTNMNYDKLS |  | RALRYYYDKN |  | IIKKVIGQKF |  | VYKFVSFPEI |  | LKMDPHAVEI |
| SRESLLLQDS |  | DCKASPEGRE |  | AHKHGLAALR |  | STSRNEYIHS |  | GLYSSFTINS |
| LQNPPDAFKA |  | IKTEKLEEPP |  | EDSPPVEEVR |  | TVIRFVTNKT |  | DKHVTRPVVS |
| LPSTSEAAAA |  | SAFLASSVSA |  | KISSLMLPNA |  | ASISSASPFS |  | SRSPSLSPNS |
| PLPSEHRSLF |  | LEAACHDSDS |  | LEPLNLSSGS |  | KTKSPSLPPK |  | AKKPKGLEIS |
| APPLVLSGTD |  | IGSIALNSPA |  | LPSGSLTPAF |  | FTAQTPNGLL |  | LTPSPLLSSI |
| HFWSSLSPVA |  | PLSPARLQGP |  | STLFQFPTLL |  | NGHMPVPIPS |  | LDRAASPVLL |
| SSNSQKS    |  |            |  |            |  |            |  |            |

A: Аланін

C: Цистеїн

D: Аспарагінова кислота

E: Глутамінова кислота

F: Фенілаланін

G: Гліцин

H: Гістидин

I: Ізолейцин

K: Лізин

L: Лейцин

M: Метіонін

N: Аспарагін

P: Пролін

Q: Глутамін

R: Аргінін

S: Серин

T: Треонін

V: Валін

W: Триптофан

Кодований геном білок за функціями належить до репресорів, активаторів, фосфопротеїнів. 
Задіяний у таких біологічних процесах, як транскрипція, регуляція транскрипції. 
Білок має сайт для зв'язування з ДНК. 
Локалізований у ядрі.